# ألاكلور
الألاكلور هو مبيد أعشاب ينتمي إلى عائلة الكلوروأسيتانيليد، ويكون على صورة مادة صلبة بيضاء اللون عديمة الرائحة، ويتمثل أكثر استخدامات مبيد الألاكلور شيوعا في مكافحة الحشائش السنوية، والأعشاب عريضة الأوراق في المحاصيل الزراعية.

## آلية العمل
الألاكلور هو مبيد أعشاب عضوي انتقائي إذ تمتصه براعم الإنبات والجذور، ويعمل على تثبيط استطالة الأعشاب، وتثبيط إنزيمات بيروفوسفات الجيرانيل جيرانيل إنزيمات التحليق، وهي جزء من مسار الجبرلين، أي أنه ببساطة يعمل عن طريق التدخل في قدرة النبات على إنتاج البروتين والتدخل في نمو الجذور.

## المنتج التجاري
يختلط الألاكلور جيدًا مع مبيدات الأعشاب الأخرى، لذا عادة ما يتم تسويقه مخلوطا بإضافات مختلفة مثل الأترازين، والجليفوسات، والتريفلورالين، والإمازاكين.
يُباع مبيد الألاكلور في الأسواق تحت العديد من الأسماء التجارية مثل ألانكس، وبرونكو، وطانون، وكروب ستار، ولاسو، وميكرو-تك، ولاريات، وإنترو، وبارتنر.
يتوفر الألاكلور بشكل شائع كحبيبات دقيقة تحتوي على 15٪ من المكونات النشطة، أو مركز قابل للاستحلاب يحتوي على 480 جم / لتر من المكونات النشطة. في دول أوروبا تبلغ قيمة الجرعة القصوى 2400 جرام لكل هكتار من المكونات النشطة، أو 5 لترات / هكتار من المركز القابل للاستحلاب أو 17 كجم / هكتار من الحبيبات الدقيقة، وتستخدم هذه المنتجات إما قبل الحفر أو دمج التربة أو ظهورها مسبقًا.

## الاستخدامات
يتمثل أكثر استخدامات مبيد الألاكلور شيوعا في مكافحة الحشائش السنوية، والأعشاب عريضة الأوراق في المحاصيل الزراعية، وخاصة محاصيل الذرة، والذرة الرفيعة، وفول الصويا.
وغالبًا ما يستخدم الألاكلور في فصول الكيمياء بالمدارس الثانوية كمادة متفاعلة في العروض التوضيحية مثل تجربة احتراق الماغنيسيوم حيث يمكن استخدام الألاكلور كبديل لغاز الميثان في مثل هذه التجربة في حال عدم توفر الغاز.

## التأثيرات الصحية والبيئية
تصنف وكالة حماية البيئة الأمريكية مبيدات الأعشاب التي تحتوي على الألاكلور على أنها مواد ذات سمية من الدرجة الثالثة، أي أنها مركبات ذات درجة سمية منخفضة. الهدف الأقصى لمستوى ملوثات الألاكلور لمنع حدوث التأثيرات الصحية الضارة طويلة المدى يساوي صفر، ويبلغ الحد الأقصى لمستوى الألاكلور الذي لا يسبب تلوث مياه الشرب جزئين في المليار.
أشارت وكالة حماية البيئة إلى التأثيرات طويلة المدى التالية للتعرض بمستويات أعلى من الحد الأقصى المسموح به من الألاكلور ومبيدات الأعشاب في مياه الشرب المعرضة للجريان السطحي، والتي تتضمن حدوث تهيج خفيف في الجلد والعين في حال التعرض لها لفترات زمنية قصيرة، وعند التعرض مدى الحياة لمستويات أعلى من حد الآمان الأقصى يمكن أن تسبب حدوث تلف محتمل للكبد والكلى والطحال وسرطان بطانة الأنف والجفون.
يعد المصدر الرئيسي لإطلاق الألاكلور في البيئة هو تصنيعه واستخدامه كمبيد للأعشاب، وقد عُثر على الألاكلور في مياه الآبار المنزلية الريفية من خلال المسح الوطني لوكالة حماية البيئة للمبيدات في آبار مياه الشرب، كما أفادت تقارير مبيدات الآفات في قاعدة بيانات المياه الجوفية التابعة لوكالة حماية البيئة الأمريكية باكتشاف الألاكلور في المياه الجوفية بتركيزات أعلى من الحد الأقصى للأمان في 15 ولاية أمريكية على الأقل.
يُظهر الألاكلور امتصاصًا معتدلاً في التربة، ويتراوح بين 43-209 مل/غرام. يعد التحلل الضوئي مساهماً بسيطاً في مصير الألاكلور، كما يبدو أن تحلل الألاكلور في التربة يتم بوساطة حيوية إلى حد كبير وينتج مستقلبات متعددة. يتراوح عمر النصف لمادة الألاكلور في التربة الهوائية من حوالي 6 إلى 15 يومًا ويكون أقصر بكثير في ظل الظروف اللاهوائية.
ويتمثل أحد التفسيرات المحتملة لقصر عمر النصف اللاهوائي للألاكلور في ملاحظة أن الألاكلور يتحول بسرعة تحت ظروف نقص الأكسجين إلى ما يصل إلى 14 منتجًا من منتجات التحلل في وجود حديديةة صلصالية حاملة للحديد. يمكن استخدام الحديد الموجود في مثل هذه المعادن بواسطة بعض بكتيريا التربة كمستقبل للإلكترون عند غمر التربة، وبالتالي يُعتقد أن عملية تحويل مبيدات الأعشاب عن طريق الطين المختزل تتم بواسطة الميكروبات. سُحّلت أيضا ملاحظات مماثلة لمبيدات أعشاب أخرى مثل التريفلورالين، والأترازين.

## الوضع القانوني
يعتبر استخدام الألاكلور غير قانوني في دول الاتحاد الأوروبي كما لا توجد أية منتجات تحتوي على مادة الألاكلور مسجلة حاليًا في الولايات المتحدة الأمريكية.

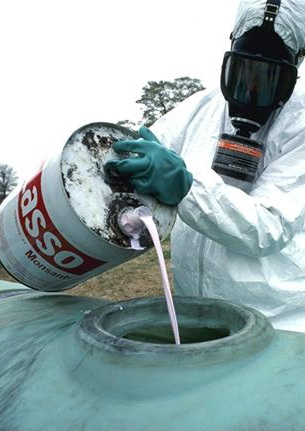
شخص يقوم بخلط مبيد اللاسو وهو أحد منتجات الألاكلور الذي تنتجه شركة مونسانتو الفرنسية

يعد الألاكلور مادة خاضعة للرقابة بموجب القانون الأسترالي ومدرجة في الجدول السابع ضمن فئة 7 السموم الخطرة. يخضع الوصول إلى منتجات الألاكلور والاستخدام والتخزين لها لرقابة صارمة بموجب قانون الولاية والإقليم. حظرت دول الاتحاد الأوروبي اعتبارا من عام 2006 استخدام الألاكلور كمبيد للأعشاب في الاتحاد الأوروبي.
في يناير 2012 قضت محكمة فرنسية في يناير من عام 2012 بأن شركة مونسانتو للكيماويات، والتي تصنع مبيد الألاكلور وتبيعه تحت الاسم التجاري لاسو، كانت مسؤولة عن حدوث تسمم كيميائي لمزارع فرنسي في عام 2004. وفي عام 2015 أيدت محكمة استئناف فرنسية الحكم وألزمت الشركة بدفع تعويض كامل للمزارع.